# Йэтс, Пола
Паула Элизабет Йэтс (англ. Paula Elizabeth Yates, 24 апреля 1959 — 17 сентября 2000) ― британская телеведущая и писательница.

## Юность
Йэтс родилась 24 апреля 1959 года в Колуин-Бей, Уэльс, в семье англичан. Её матерью была Элейн Смит, бывшая актриса и автор эротических романов из Блэкпула, которая использовала сценическое имя Хеллер Торен. Вплоть до 1997 года Йэтс считала, что её биологическим отцом был Джесс Йэтс, который вел религиозную программу ITV «Звезды в воскресенье». Джесс Йэтс и Элейн Смит были женаты с 1958 по 1975 год. Он был на 19 лет старше своей жены и их брак был нетрадиционным.
Паула описала свое детство как одинокое и изолированное. Мать, как она утверждала, отсутствовала большую часть её воспитания. Она закончила начальную школу, колледж Пенрос и Исгол Аберконви. Семья Йэтс некоторое время управляла отелем Deganwy Castle, прежде чем переехать в дом недалеко от Конви. После распада брака её родителей в 1975 году Паула жила в основном со своей матерью, а также проводила время на Мальте и Майорке, где она училась в Международном колледже Белвер, прежде чем вернуться в Великобританию.

## Карьера
В 1979 году Йэтс начала свою карьеру в качестве музыкального журналиста с колонки под названием «Натуральная блондинка» в журнале Record Mirror, вскоре после того, как позировала для журнала Penthouse. Впервые она получила известность в 1980-х годах в качестве соведущей (вместе с Джулсом Холландом) программы поп-музыки 4 канала The Tube. Она также появилась вместе со своей подругой Дженнифер Сондерс в 1987 году в псевдодокументальном фильме про Бананараму.
В 1982 году она выпустила версию хита Нэнси Синатры «These Boots Are Made for Walkin’». После рождения дочерей Йэтс написала две книги о материнстве.
Она продолжила заниматься журналистикой помимо ведения музыкального шоу The Tube. Паула стала известной благодаря своим интервью «в постели» в шоу «Большой завтрак», продюсером которого был её муж Боб Гелдоф.

## Личная жизнь
Йэтс познакомилась с Гелдофом в первые дни существования его группы The Boomtown Rats. Они стали парой в 1976 году, когда она прилетела в Париж, чтобы повидаться с ним. Их первая дочь, Фифи Триксибель, родилась 31 марта 1983 года. Её назвали Фифи в честь тети Гелдофа Фифи и Триксибель, потому что Йэтс хотела, чтобы в семье была красавица. После десяти лет совместной жизни они поженились 31 августа 1986 года в Лас-Вегасе, а шафером выступил Саймон Ле Бон из группы Duran Duran. Затем у пары родились ещё две дочери, Пичес Гелдоф 13 марта 1989 года и Пикси Гелдоф 17 сентября 1990 года.
В 1985 году Йэтс впервые встретилась с Майклом Хатченсом, вокалистом группы INXS на интервью в программе The Tube. С этого момента Паула начала посещать все концерты группы INXS. Она поддерживала нерегулярные контакты с Хатченсом в течение девяти лет, их роман продолжался до 1994 года. В феврале 1995 года Йэтс ушла от Гелдофа. В мае 1996 года они развелись.
22 июля 1996 года родилась дочь Йэтс и Хатченса, по имени Хэйвенли Хираани Тайгер Лили Хатченс.
22 ноября 1997 года Майкл Хатченс был найден мертвым в гостиничном номере в Сиднее. Официальный вердикт гласил, что он покончил с собой. Йэтс написала в своем заявлении в полицию, что Хатченс был напуган и ни минуты не мог вынести без дочери. Во время их телефонных разговоров утром в день его самоубийства он сказал: Я не знаю, как я буду жить без Тайгер. Йэтс также написала, что Гелдоф неоднократно угрожал им. В конце концов она обратилась за психиатрической помощью.
В декабре 1997 года, через несколько недель после смерти Хатченса и в то время, когда Йэтс боролась за опеку над Тайгер, она получила ещё один удар, когда результат теста ДНК подтвердил сообщения бульварных СМИ о том, что Джесс Йэтс, умерший в апреле 1993 года, не был её биологическим отцом. Тест на отцовство доказал, что ведущий шоу талантов Хьюи Грин, который умер за шесть месяцев до Хатченса, являлся её биологическим отцом.
В июне 1998 года Гелдоф получил полную опеку над тремя дочерьми пары после попытки самоубийства Паулы. Она познакомилась с Кингсли О'Кеке во время своего пребывания на лечении, но пара рассталась после шестинедельного романа. Позже О'Кеке продал их историю бульварной прессе.

## Смерть
17 сентября 2000 года, в 10-й день рождения Пикси, Йэтс умерла в своем доме в Ноттинг-Хилле в возрасте 41 года от передозировки героина. Коронер постановил, что это было не самоубийство, а результат «глупого и неосторожного» поведения. Йэтс была обнаружена в присутствии её на тот момент четырёхлетней дочери Тайгер. Друг телеведущей сообщил во время расследования, что Паула не принимала запрещенные наркотики в течение почти двух лет. Коронер Пол Нэпман пришёл к выводу, что то количество героина, которое приняла Йэтс, не являлось смертельным для наркомана, оно являлось таковым для не привыкшего организма.
Вскоре после смерти Паулы Гелдоф взял на себя опеку над Тайгер Лили, чтобы она могла воспитываться вместе со своими тремя старшими сводными сестрами, Фифи, Пичес и Пикси. Её тете, Тине Хатченс, сестре Майкла Хатченса, судья отказал в разрешении подать заявление на то, чтобы дочь брата жила с ней в Калифорнии. В 2007 году Гелдоф усыновил Тайгер Лили и дал ей свою фамилию.
7 апреля 2014 года Пичес Гелдоф также умерла от передозировки героина в возрасте 25 лет. За день до своей смерти она загрузила в свой Instagram фотографию, на которой была изображена в детстве вместе с матерью и подписала её «Я и моя мама».